# Auxotrofie
Auxotrofie je nejčastěji definována jako neschopnost nějakého organismu syntetizovat určitý metabolit (sloučeninu) potřebný pro jeho růst (definice podle IUPAC). Auxotrof je organismus vykazující tuto charakteristiku.
Opakem auxotrofie je prototrofie, která je definována jako schopnost syntetizovat sloučeniny, které je schopný syntetizovat rodičovský organismus.
Pokud je v genetice nějaký kmen označován za auxotrofní, nese mutaci znemožňující syntetizovat esenciální sloučeninu. Například mutant kvasinky s inaktivovanou dráhou syntézy uracilu je uracilový auxotrof. Takový kmen je neschopný syntézy uracilu a je schopný růst pouze v případě, že má možnost získávat uracil z prostředí (například pokud je pěstován na médiu s přídavkem uracilu). Je to opak uracilového prototrofa (či v tomto případě kmene divokého typu), který je schopný růst i v nepřítomnosti uracilu.
Auxotrofní genetické markery jsou široce využívané v molekulární genetice, zvláště v případě kvasinek.
V obecnější rovině je většina organismů auxotrofní pro mnohé vitamíny, esenciální aminokyseliny či esenciální mastné kyseliny, tzn., že tyto látky musí většina organismů přijímat v potravě.